# Poul Alberg Østergaard
Poul Alberg Østergaard (født 1968) er professor ved Institut for Planlægning ved Aalborg Universitet. Hans forskningsområde er energisystemanalyse af storskalaintegration af vedvarende energikilder i energisystemet.

## Uddannelse og karriere
Poul Alberg Østergaard er uddannet civilingeniør i International Technology Planning med fokus på energiplanlægning (1992-1994) med baggrund i en bachelor som stærkstrømsingeniør (1988-1991) – begge dele fra Aalborg Universitet. I 2000 tog han en Ph.D. grad i energiplanlægning ved Aalborg Universitet. Fra 1998-2002 var han adjunkt, fra 2002-2014 var han lektor og siden 2014 har han været professor ved Aalborg Universitet. Han deltager og har deltaget i række danske og internationale forskningsprojekter om vedvarende energi i energisystemet, blandt andet 4DH, SMILE, MUSE GRIDS og RE-INVEST. Han står også i spidsen for kandidatuddannelsen Sustainable Energy Planning and Management ved Aalborg Universitet. I 2011 blev han kåret som Årets Underviser ved Institut for Planlægning.

Han er initiativtager til og chefredaktør for International Journal of Sustainable Energy Planning and Management og er også editor for andre videnskabelige journals som Energies og Renewable Energy. Han deltager i den offentlige debat indenfor energiområdet.

## Publikationer
Poul Alberg Østergaard har udgivet næsten 200 publikationer og er citeret over 7400 gange (April 2021).

### Udvalgte publikationer
- Reviewing optimisation criteria for energy systems analyses of renewable energy integration
- A renewable energy scenario for Aalborg Municipality based on low-temperature geothermal heat, wind power and biomass
- Variable taxes promoting district heating heat pump flexibility
- Perspectives on Fourth and Fifth Generation District Heating
- Smart energy and smart energy systems